# 邱県
邱県（きゅう-けん）は中華人民共和国河北省邯鄲市に位置する県。

## 歴史
前漢により設置された平恩侯国を前身とする。後漢により平恩県と改称された。また、一部は南曲県とされていた。1289年（至元26年）、元朝により丘県と改称された。1725年（雍正3年）、清朝により邱県と改称された。
1949年に山東省より河北省に移管された。1958年に廃止となり、管轄区域は曲周県に編入されたが、1962年に再設置され現在に至る。

## 行政区画
- 鎮:新馬頭鎮、邱城鎮、梁二荘鎮、香城固鎮、古城営鎮
- 郷:南辛店郷
- 民族郷:陳村回族郷